# LCワイキキ
LCワイキキ（エルシー・ワイキキ、トルコ語: LC Waikiki）は、トルコのイスタンブールに本社を置く、ファッションブランド企業である。社名は、フランス語の「Les Copains」（Friends of）の頭文字とハワイのワイキキビーチから取られた。通称、LCW。

## 歴史
1988年にフランスのパリで、フランス出身のジョージ・アムヤルら3人によって設立された。1997年、トルコでの生産を行っていたタハ・グループのタハ・テクスティル（Taha Tekstil）に買収され、トルコの組織となった。1990年代には、猿のマスコットを使った服で人気を博した。2020年時点で、226億リラの純売上高、約5万人の従業員、8億4,500 万米ドルの輸出、1,000を超える店舗を誇ったファッションブランドとなっている。

## 店舗

### トルコ国内
トルコ国内では、80の県に400以上の店舗を展開している。

### 世界展開

世界に展開するLCワイキキ

タハ・テクスティルによる買収後、ルーマニアにヨーロッパ1号店をオープンし、2020年3月には47カ国に1,004店舗を展開している。2021年には中南米1号店としてペルーへの出展を果たした。
2023年には、コートジボワール、アンゴラ、モンゴル、ソマリア、ジブチ、スーダンに出店する予定。

### 店舗展開
- LC Waikiki Home
- LC Waikiki Outlet
- LC Waikiki Dream
- LC Waikiki Baby
- LC Waikiki Steps
- LC Waikiki Look

## 関連イベント
LCワイキキは、「Innovation is You Fashion Design Competition」や、ゴールデンホーンで毎年開催されるドラゴン・ボート レースを主催している。